# Zulma Núñez
Zulma Núñez (Rocha, 18 de julio de 1906 - 8 de octubre de 1987) fue una periodista y escritora uruguaya de larga trayectoria en Argentina, donde uno de los sillones académicos de la Academia Nacional de Periodismo lleva su nombre.

## Trayectoria
Realizó tareas periodísticas en los diarios Clarín, Crítica, El Mundo y El Sol, en la agencia de noticias Telam y en las revistas Mundo Argentino, Para Ti y Atlántida.
Además de dictar numerosas conferencias y cursos en varios países, fue profesora Titular en la Facultad de Periodismo del Museo Social Argentino y en la Escuela de Periodismo Roberto Arlt. 
Hizo labor gremial y ocupó el cargo de vicepresidenta primera del Círculo de la Prensa.

## Libros
Escribió:
- Verdades y fantasmas (poema),
- El espíritu en crisis
- Coplas de la soledad
- Mientras viva.

## Premios
Fue galardonada con el Premio de la Prensa Iberoamericana por su libro El espíritu en crisis. Además, recibió:
- 1962, Helena Rubinstein.
- 1962 y 1963, Premio Kraft.
- Círculo de la Prensa.
- 1964, Siam Di Tella.
- 1964, edalla de Oro de El Mundo.
- 1965, ADEPA
- 1968, Gran Advertising.
- 1987, Premio Konex en el área de Prensa Gráfica Diaria.